# 桥户营站

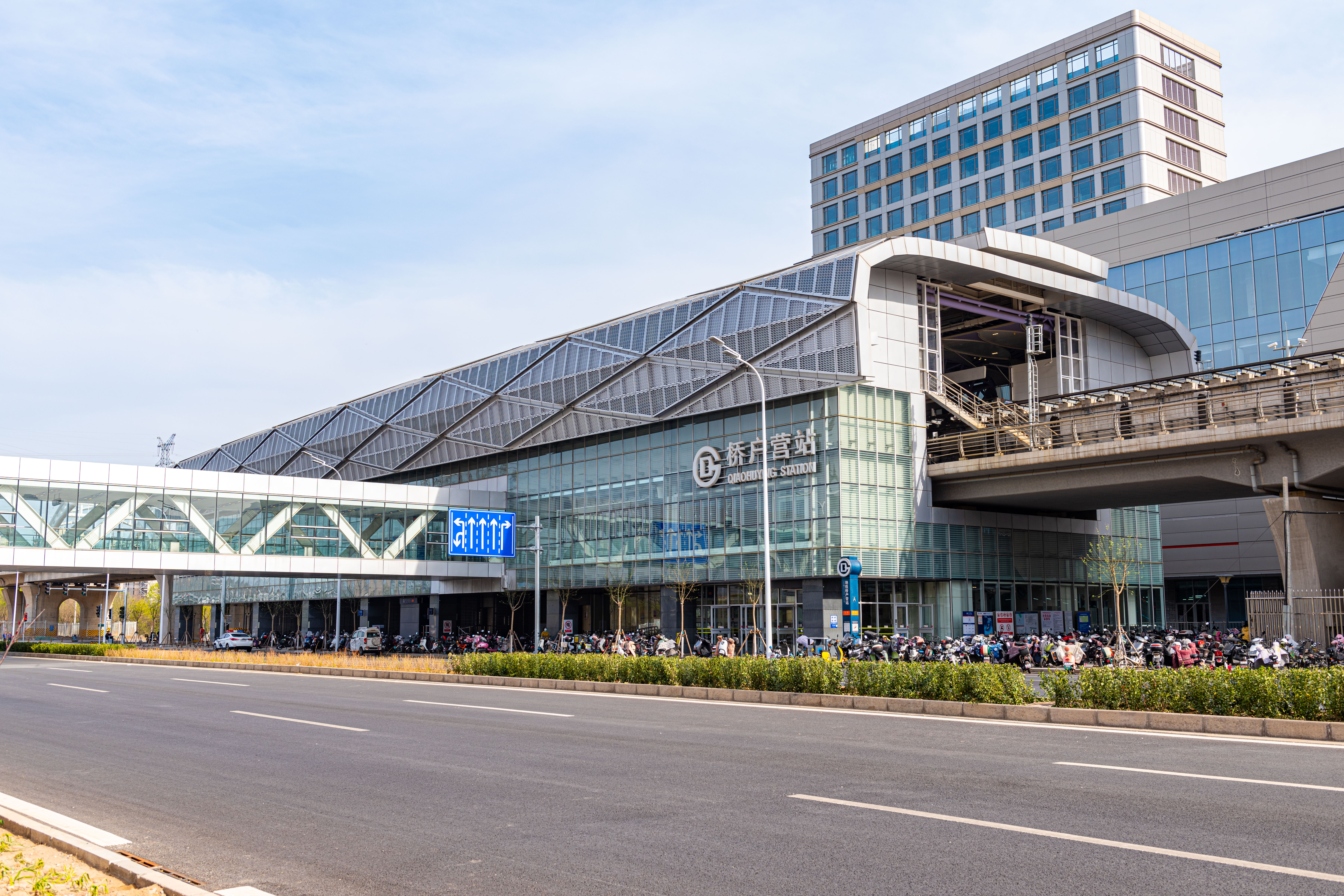
站房

桥户营站是一个位于中国北京市门头沟区永定地区石龙东路北側，属于S1线的地铁车站。此车站于2017年12月30日开通。

## 车站结构
桥户营站为高架车站。

### 车站楼层
| 地上三层 站台层 | 侧式站台，右側開门       | 侧式站台，右側開门               |
| 地上三层 站台层 | █ S1线往石厂（上岸）     |                                  |
| 地上三层 站台层 | █ S1线往苹果园（四道桥） |                                  |
| 地上三层 站台层 | 侧式站台，右側開门       |                                  |
| 地上二层 站厅层 | 站厅                     | 客务中心、自动售票机、进出站闸机 |
| 地面层          | 地面                     | A-B出入口                        |

### 站厅

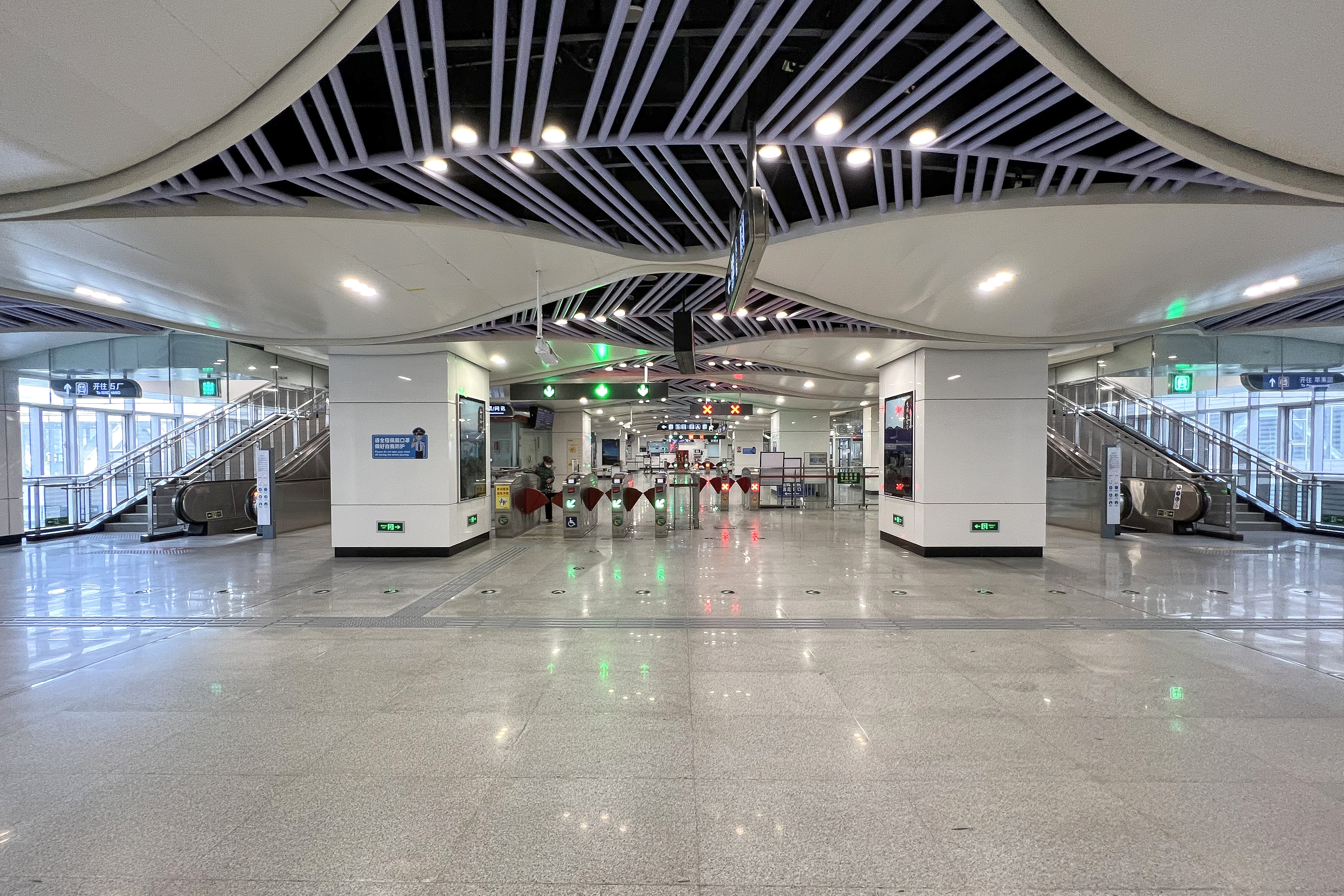
站厅

桥户营站的站厅位于地上二层，付费区位于站厅东西两端。通往站台的升降电梯位于站厅西端。

### 站台
桥户营站设有2个侧式站台，均设有半高屏蔽门。

## 出入口
本站共设A（西南）、B（东北）2个出入口，并通过临时接驳道路连接周边社区。此外，本站南侧设有通往西长安中骏世界城2层的通道。
|                                 |            |                  |      |            |
| 编号                            | 指示       | 建议前往目的地   | 照片 | 无障碍设施 |
| 出口 · A · 无障碍通道标志       | 石龙东路   | 石龙东路（南侧） |      | 不適用     |
| 出口 · 同层                     | 中骏世界城 | 中骏奥莱MALL     |      | 不適用     |
| 出口 · B · 升降机标志           | 石龙东路   | 石龙东路（北侧） |      |            |
| 註： 設有 \| 設有 \| 設於同一層 |            |                  |      |            |

## 站名
2010年公布的《北京市轨道交通门头沟线（S1线）工程环境影响评价公众参与第一次公示》显示，S1线在石龙东路设石龙路站。2017年7月，本站在S1线车站名称命名预案中改称曹各庄站，同年8月更名为桥户营站。